# 愚昧
| ウィキペディアには「愚昧」という見出しの百科事典記事はありません（タイトルに「愚昧」を含むページの一覧/「愚昧」で始まるページの一覧）。 代わりにウィクショナリーのページ「愚昧」が役に立つかもしれません。 |